# Soozie Tyrell
Soozie Tyrell, född den 4 maj 1957 i Pisa i Italien, är en amerikansk violinist. Hon är även känd som Soozie Kirschner.
Som dotter till en arméofficer växte hon upp i Taiwan och USA men när familjen senare flyttade till Florida började hon att studera musik vid University of South Florida. 1976 flyttade hon till New York för att ägna sig åt musiken. Där träffade hon Patti Scialfa och tillsammans med Lisa Lowell bildade de gruppen Trickster.
Tyrell medverkade på Southside Johnny & the Asbury Jukes Love is a Sacrifice 1980. Därefter startade hon sitt eget countryband Soozie & High in the Saddle. Från mitten av 1980-talet spelade hon med David Johansens alter ego Buster Poindexter i 15 år, medverkade på sex musikalbum och arbetade på musikkaféet Poet's Café.
Soozie Tyrell samarbetade första gången med Bruce Springsteen på albumet Lucky Town (1992), då som bakgrundssångerska. Hon medverkade även på hans följande album, både som violinist och sångerska. Hon fick en framträdande roll på The Rising (2002), och är sedan dess medlem i E Street Band. Hon hade också en framträdande roll på Springsteens folkmusikalbum We Shall Overcome: The Seeger Sessions, utan övriga E Street Band-medlemmar.
Soozie Tyrell har även spelat med bland andra John Hammond, Shawn Colvin, Sheryl Crow, Carole King, Judy Collins och Elvis Costello.

## Diskografi
- White Lines (2003)